# Erythmelus brachialis
Erythmelus brachialis is een vliesvleugelig insect uit de familie Mymaridae. De wetenschappelijke naam is voor het eerst geldig gepubliceerd in 1934 door Ogloblin.